# Cmentarz Narodowy w Calverton
Cmentarz Narodowy w Calverton (Calverton National Cemetery) – narodowa nekropolia Stanów Zjednoczonych mieszczący się w mieście Riverhead w hrabstwie Suffolk na wschodnim Long Island w Nowym Jorku. Ma powierzchnię 423 ha. Na koniec 2008 roku było 212 tys. pochowanych osób.
Ma największą powierzchnię wśród cmentarzy narodowych w Stanach Zjednoczonych i jest najbardziej oblegany (pod względem codziennych pochówków). Przeprowadza się tam ponad 7000 pochówków każdego roku od 2011 roku

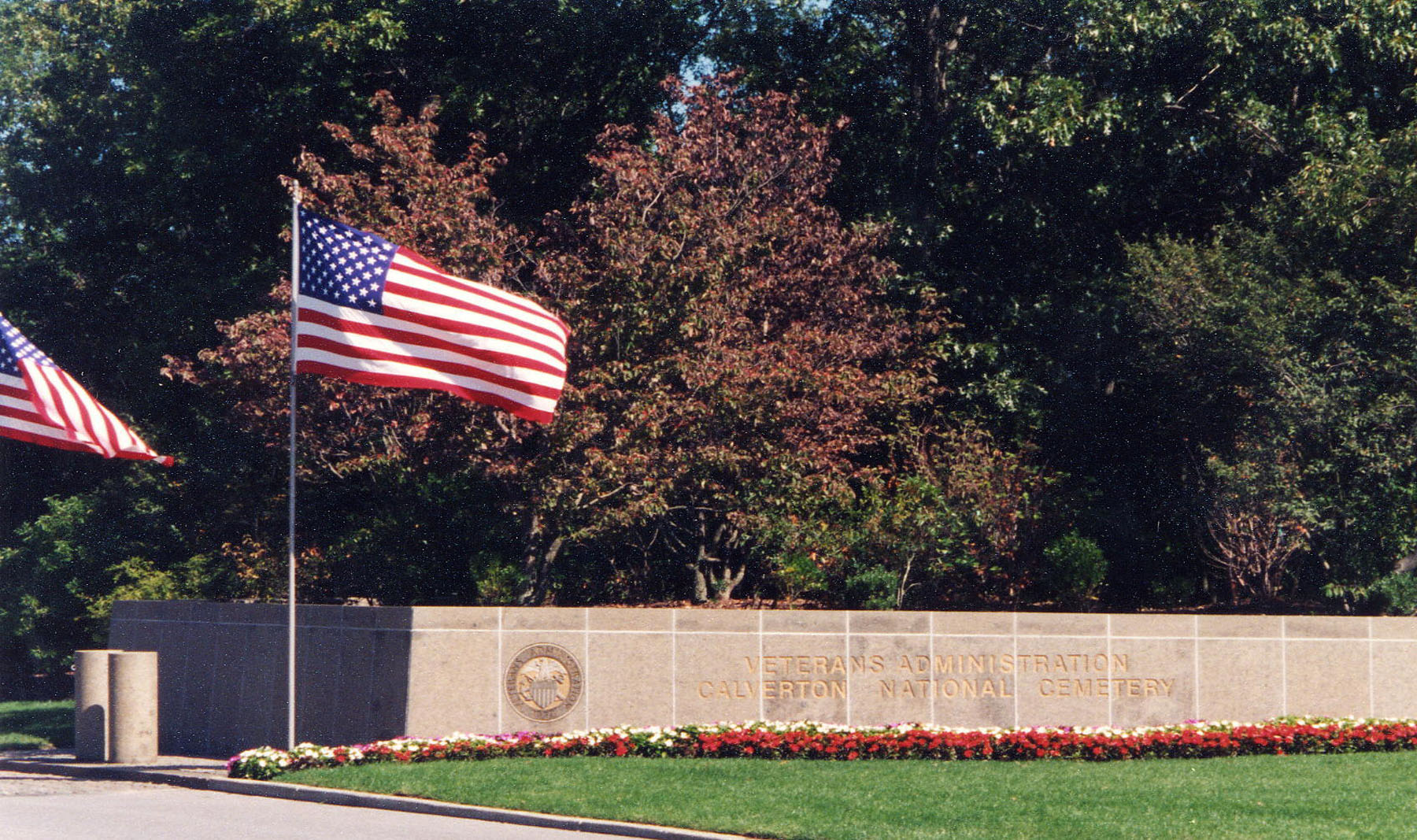
Wejście na cmentarz

## Historia
Kiedy National Cemetery System zbudował Cmentarz Narodowy w Calverton w 1978 roku, cmentarz stał się trzecim cmentarzem narodowym na Long Island. Inne cmentarze narodowe na Long Island to Cypress Hills National Cemetery, na Brooklynie w Nowym Jorku, który został założony w 1862 roku oraz Long Island National Cemetery, w Farmingdale w Nowym Jorku, założony w 1936 roku.
W 1974 Cmentarz Narodowy na Long Island był jedynym cmentarzem narodowym na Long Island z dostępną przestrzenią do pochówków, ale wkrótce jego maksymalna pojemność mogła się wyczerpać. W rezultacie National Cemetery System opracował plany budowy nowego cmentarza regionalnego, który miałby służyć większemu obszarowi Nowego Jorku, w którym mieszkało wówczas prawie trzy miliony weteranów i osoby pozostające na ich utrzymaniu. 7 grudnia 1977 roku 365 ha ziemi Zakładu Rezerwy Przemysłowej Broni Marynarki Wojennej w Calverton przeznaczono dla Administracji Weteranów w celu wykorzystania go jako cmentarza narodowego.
National Cemetery System zdał sobie sprawę, że Cmentarz Narodowy w Calverton stanie się jednym z bardziej aktywnych cmentarzy. Z tego powodu zaprojektowali i zbudowali funkcję zwaną „kołem” zakątków obrządków, która umożliwia jednoczesne odbywanie wielu pogrzebów jednocześnie. Na lewo od głównego wejścia na cmentarz, wokół Kręgu Weterana, znajduje się siedem zakątków obrządków. Po pogrzebie trumny są przenoszone do piasty koła, a następnie transportowane do odpowiednich grobów. W 1983 roku przebudowano ściany zakątków, które służyły jako Kolumbaria do spopielania kremowanych szczątków.

## Godne uwagi zabytki
Cmentarz Narodowy w Calverton ma ścieżkę upamiętniającą szereg pomników ku czci weteranów Ameryki. W 2003 r. Było tu 18 pomników, najbardziej upamiętniających żołnierzy wojen XX wieku.

## Ważni pogrzebani
- Edward Walter Egan, sierżant, US Marines. Sekcja 30, Grób nr 3140. Detektyw i aktor z Departamentu Policji w Nowym Jorku. Pierwowzór roli dla Jimmy’ego „Popeye” Doyle’a w filmie Francuski łącznik z 1971 roku
- Dorothy Frooks, Communications Yeoman, US Navy / Technician 5, US Army. Sekcja 17, Grób nr 797. Służyła w I wojnie światowej i II wojnie światowej. Aktorka i autorka.
- Francis S. Gabreski, pułkownik, siły powietrzne USA. Sekcja 14, Grób nr 724. Najlepszy amerykański as myśliwski w Europie podczas II wojny światowej, as myśliwca odrzutowego w Korei.
- Elsbeary Hobbs, Jr., Specialist 4, US Army, II Wojna Światowa. Sekcja 17, Grave nr 1393 piosenkarka R&B i jeden z wielu członków The Drifters.
- Leonard Jackson, weteran marynarki wojennej USA z okresu II wojny światowej. Sekcja 55 Miejsce 3746. Aktor, który pojawił się na ulicy Sezamkowej i Shining Time Station.
- Michael P. Murphy, porucznik, US Navy SEALs, Afganistan. Sekcja 67, Grób nr 3710. Odznaczony Medalem Honoru w operacji Enduring Freedom. LT Murphy jest jedynym odbiorcą Medalu Honoru pochowanym w Calverton.
- Albert Paulsen, szeregowy, armia amerykańska z okresu II wojny światowej. Sekcja 9 Miejsce 2158. Aktor.
- Arthur Pinajian, kapral, armia amerykańska, II wojna światowa. Przyznany Brązowy Medal Star. Sekcja 9, Grób nr 1326. Twórca komiksów i ilustrator w latach 30. i 50. XX wieku oraz impresjonista od 1950 r. Do śmierci w 1999 r.
- Isaac Woodard, Jr., sierżant, armia USA, II wojna światowa. Sekcja 15, Grób nr 2180. Weteran II wojny światowej. Afroamerykanin, którego bicie i okaleczanie w 1946 roku wywołało oburzenie narodowe.